# Ochrimnus tripligatus
Ochrimnus tripligatus är en insektsart som först beskrevs av Barber 1914.  Ochrimnus tripligatus ingår i släktet Ochrimnus och familjen fröskinnbaggar. Inga underarter finns listade i Catalogue of Life.